# Sanctuary (canción de Iron Maiden)
«Sanctuary» es el segundo sencillo de la banda de heavy metal Iron Maiden. Fue publicado el 23 de mayo de 1980. Esta canción estaba incluida en la edición estadounidense del primer disco de Iron Maiden, pero no venía incluida en la versión europea del álbum. Sin embargo, en la reedición del álbum de 1998, la canción fue añadida a la edición europea.
En presentaciones en directo, la banda siempre añade el riff inicial de guitarra de la canción Keep Yourself Alive de Queen en la parte final de la sección instrumental.
Esta canción en la reedición de 1998 venía incluida como la pista número 2.

## Lista de canciones
1. «Sanctuary» (Harris, Di'Anno, Murray) - 3:14
2. «Drifter» (en directo desde el Club Marquee, Londres 1980)[2] (Harris) - 6:03
3. «I've Got the Fire» (en directo desde Club Marquee, Londres 1980)[2] (cover de Ronnie Montrose) - 3:14

## Miembros
- Steve Harris - bajo
- Paul Di'Anno - voz
- Dave Murray - guitarra, 2do solo de guitarra
- Dennis Stratton - guitarra, 1er solo de guitarra
- Clive Burr - batería